# Zach Harrison
Zachary Harrison (Lewis Center, Ohio; 14 de agosto de 2001) más conocido como Zach Harrison, es un jugador profesional estadounidense de fútbol americano, se desempeña en la posición de defensive end en Atlanta Falcons, en la National Football League (NFL).

## Carrera
Hizo su debut profesional con el equipo Atlanta Falcons, lleva jugando una temporada, comenzó en el 2023.